# Samsung Galaxy M31
O Samsung Galaxy M31 é um smartphone lançado em fevereiro de 2020 pela Samsung Electronics da Coreia do Sul. O telefone executa o sistema operacional Android 10, além de ser alimentado pelo chip Samsung Orion 9611.